# بداندیش ۲۰۰۰
بداندیش ۲۰۰۰ (ایتالیایی: Malizia 2mila) یک فیلم اروتیک ایتالیایی به کارگردانی سالواتوره سامپری است که در سال ۱۹۹۱ منتشر شد. این فیلم دنباله‌ای بر فیلم بداندیش از همین کارگردان است. از بازیگران آن می‌توان به لائورا آنتونلی و توری فرو اشاره کرد.